# Ginette Bedard
Ginette Bedard (née le 8 décembre 1933 à Metz) est une coureuse de fond franco-américaine.

## Biographie
Messine de naissance, mais naturalisée américaine,, Ginette Bedard court trois heures par jour toute l’année. À New York, elle est connue pour sa participation aux marathons depuis 2001, le premier, à l'âge de soixante-sept ans. En 2005, Ginette Bedard a établi le record du marathon américain pour les femmes âgées de 70 à 74 ans, avec un record personnel de 3 heures et 46 minutes. En 2018, doyenne du marathon de New York, elle termine sa course en 6 heures et 19 minutes. Elle a participé à plus de dix-sept marathons à New York.
Elle attribue sa condition physique à la pratique de la course sur une distance de dix miles par jour (environ 20 km), le plus souvent le long de Howard Beach, où elle réside.